# Caja Madre
Las Cajas Madre (Mother Box, en inglés) son una serie de artefactos tecnológicos creados por el escritor y dibujante Jack Kirby para la editorial DC Comics como herramientas utilizadas por los personajes del Cuarto Mundo, los seres provenientes de Nuevo Génesis o Apokolips.
Las Cajas Madre aparecieron en las películas Liga de la Justicia (2017) y Liga de la Justicia de Zack Snyder (2021) del DC Extended Universe.

## Historia ficticia
Las Cajas Madre fueron creadas por el científico de Apokolips Himon, utilizando el misterioso Elemento X. Generalmente se ha creído que son una especie de supercomputadoras inteligentes, miniaturizadas y sensibles, aunque se desconoce su verdadera naturaleza y origen. 
Poseen poderes y habilidades maravillosas que ni siquiera entienden sus usuarios, los Nuevos Dioses de Nuevo Génesis. Las características del dispositivo, permiten al usuario ser teletransportados (capaz de genera tubos de luz, hasta poder manipular la energía. Se han visto cajas madre tener la capacidad para sanar individuos heridos, inclusive al mismo Darkseid, luego de un severo enfrentamiento mortal que tuvo con Doomsday en algún momento. Metron, declaró que cada caja madre comparten "una relación mística con la naturaleza". Además, le pueden proporcionar a su dueño un amor fraternal y condicional, e incluso, es capaz de autodestruirse si su portador fallece.
Las Cajas Madre se han sacrificado por causas en las que han llegado a creer y son muy respetadas por la gente de Nuevo Génesis. En apariencia física, con mayor frecuencia tienen la forma de una pequeña caja, pero algunas también poseen tamaños mucho mayores (como la que poseían los Forever People), y no siempre tienen que tomar la forma de una caja (Mister Miracle siempre ha poseído en su traje unos circuitos que conectan a una pequeña caja madre, entretejido en la capucha de su disfraz). Por lo general, se comunican con un Ping repetitivo que puedan ser entendidos por sus respectivos usuarios.

## Poderes, habilidades y propiedades
- Las Cajas Madre tienen la capacidad para acceder a la energía proveniente del muro de la fuente para obtener varios efectos en sus resultados de sus poderes: por ejemplo, son capaces de acceder a manipular la gravedad al cambiar su constante de una determinada área, transferir energía de un lugar a otro, sentir el peligro, sentir la vida, crear campos de fuerza, reorganizar la estructura molecular de la materia, absorber o proyectar poderosas explosiones de choque, crear electro-redes de átomos, controlar el estado mental de un ser sensible, comunicarse telepáticamente con su huésped o cualquier otra forma de vida, manipular la fuerza vital de un huésped para soportar lesiones mortales anteriores, abrir y cerrar Tubos de Luz (función característica de las cajas), hacerse a cargo y control de máquinas no sensibles, desarrollar máquinas no sensibles, fusionar seres conscientes, permitiéndole crear un ser superpoderoso, mantener protegido a una forma de vida en un ambiente hostil como el espacio y hacer otras cosas más. Las Cajas Madre tiene afinidad por el poder proveniente de la fuente, y se cree que de ahí extraen su poder. Es en ese sentido que pueden relacionase como computadora que vincula al hombre con Dios.

- Para Los Nuevos Dioses, son dispositivos comunes (usados como un PDA o una Tablet, e incluso como un teléfono inteligente de la Tierra), en la medida en que un dispositivo sensible puede llamarse como un "artefacto". A otros personajes de DC les ha otorgado el acceso a aellos en ciertos momentos específicos, cuando requieren de ayuda. Notablemente, Superman recibió uno cuando fue en busca de Doomsday.

- Las Cajas Madres sólo pueden ser fabricadas por un ser nacido en Nuevo Génesis o en Apokolips, y no todos pueden lograr fabricarlas (al menos en Apokolips ha fallado en alguna ocasión en su construcción). Esto se logra a través de mucho entrenamiento. Está implícito en los libros que el carácter del constructor de la máquina, influye en los resultados exitosos para armar una Caja Madre. Esta cualidad se aplica a todos los libros del Cuarto Mundo (como se vio en las páginas de los cómics de Superman's Pal Jimmy Olsen, Forever People y Mister Miracle) en el momento de su desarrollo durante la etapa bajo las riendas de Jack Kirby cuando escibió en las mencionadas series. En versiones posteriores de las historietas mencionadas anteriormente, y en otras historias donde se usaron elementos de las historietas del Cuarto Mundo, (como la Caja Madre) otros escritores alterarían la elaboración y las habilidades de las Cajas Madre para permitir su creación y uso por parte de los humanos y entidades de otros planetas (como ha sido el mismísimo Superman, Batman y actualmente, Cyborg.

## Usuarios notables y sus usos
- Forever People: Esta era la Caja Madre más grande vista, los Forever People la usaban para convocar al "Infinity man" colocando sus manos sobre ella y gritando la palabra "tarru". Esta Caja Madre se caracteriza por ser grande,de color rojo con incrustaciones doradas en forma de estrella y de ser cargada siempre por Vykin el Negro.
- Shazam: En un cómic de El poder de ¡Shazam!  un grupo de Washington recuperó una Caja Madre de Intergang, pero no lograron ponerla en funcionamiento, por lo que se le dio temporalmente a Shazam, quien logró activar el dispositivo para que esta abriera un Tubo Boom que lo llevara hasta Venus, esto le permitió a Shazam llevar una misión para rescatar a los astronautas. En ocasiones especiales cuando el mago Shazam estaba en Nuevo Génesis tuvo que utilizar una Caja Madre para acceder al poder del rayo mágico.
- Cuando Superman rastreaba a Doomsday,[2] luego de que su enemigo renaciera en Apokolips, Superman le otorgaron una Caja Madre de parte de Oberon que había adquirido a través de su contacto con Mister Miracle. Esta Caja Madre logró abrir un tubo para llevar a Superman hasta Apokolips, y posteriormente lograr curar a su archienemigo Darkseid en un momento incómodo cuando éste tuvo un enfrentamiento contra Cyborg Superman cuando éste liberó a Doomsday en Apokolips obligando al Nuevo Dios a tener un cruento enfrentamiento contra la criatura, la Caja Madre le permitió a Superman otorgarle un poderoso impulso para pelear contra Doomsday accediendo éste a varias formas de la tecnología de la caja, como a la pistola de ultrasonidos, y a una espada láser, que anteriormente había usado el héroe Waverider. También utilizó un guantelete para enviar a Doomsday al final del universo, y sanó las heridas de Superman (restaurando su ropa original) al final de la batalla, a pesar de que este último acto le quitó su poder.[3]

- Orión, el hijo de Darkseid y criado por Highfather, también posee una Caja Madre personal, que le ayuda a canalizar la rabia y apariencia bestial, a pesar de que esta naturaleza de Orión se le han eliminado en varias ocasiones: una vez cuando Steel lo utilizó como medio para bloquear una sonda telepática en el planeta Rann (Orion no la había podido utilizarla de esta manera) ya que estaba tan furioso por su captura reciente que no fue capaz de bloquear sus pensamientos debido a que gastaba tanta energía porque simplemente estaba tratandose de calmarse asimismo; y también cuando Metron se la dio a Oracle durante la crisis de Maggedon,[4] después de que Orion lo eliminara para que pudiese enfrentarse contra Maggedon con todo su poder y su furia liberada. Se vinculó con las computadoras de Oracle para permitirle conectarse telepáticamente con las mentes de cada persona en el planeta. Durante la serie de Orion de Walther Simonson murió aparentemente la caja, por lo que Orion se vio obligado a utilizar una Father Box, la única caja que había podido encontrar en una de las historias contadas en esa serie. Esta caja se comunicó diciendo ting en lugar de ping ya que fue diseñada para ser convertirlo en el nuevo Darkseid.

- Debido a los constantes viajes en el tiempo, una Caja Madre pasó cientos de años en un templo japonés, esperando a que los Forever People la pudiesen reclamar.[5]

- Durante el crossover JLA/Avengers Iron Man había recibido una Caja Madre, que le permitió predecir los movimientos de la JLA y le permitió interactuar con su propia armadura.

- La maxiserie limitada Siete Soldados, escrita por Grant Morrison, Shilo Norman, el tercer Mister Miracle, durante su historia, él se quedó con una de las últimas Cajas Madre, que había sobrevivido a la destrucción de Nuevo Génesis. Esta caja, pasó a ser de propiedad de Shilo Norman, por el cual, le cauñó el apodo de motherboxxx.

- En las páginas del cómic de Blue Beetle Vol.4, durante un arco narrativo centrado en una Caja Madre y los Nuevos Dioses Lonar y Metron. La Caja Madre supuestamente estaba de luto por el reciente fallecimiento de su maestro y teletransporta el cuerpo de su último usuario a su mundo natal, que resultó siendo una trampa impuesta por parte del supervillano conocido como Devilance, the Persecutor.

- En el videojuego Justice League: Heroes, Brainiac obtiene una Caja Madre robándola de la Atalaya de la Liga de la Justicia para ser entregada a Darkseid, pero en el juego se presenta´ria un dispositivo visualmente mucho más grande y con forma de cubo con un solo ojo rojo. También es mucho más poderoso, transformando a la Tierra en un nuevo y caprichoso Apokolips.

- Durante las páginas del cómic mensual de Staman, Ted Knight recibió una Caja Madre de parte de Orion para que fuese incorporada junto con la tecnología de detección de energía de Kitty Faulkner,  en la nave espacial que su hijo Jack utilizó para localizar a un anterior ex-Starman, Will Payton. Esta Caja Madre sería destruida junto con la nave espacial luego de recibir misiles disparados desde la "Throneworld". Una característica notable de esta Caja Madre, fue el hecho de que la conciencia, los recuerdos y personalidad de ted Knight aparentemente se habían copiado y sirvieron como conciencia para esta caja, así como la creación de una imagen holográfica de Knight que sirvió para ayudar a Jack Knight. Dado que esta caja específica fue programada por Orion, era propensa a obtener resultados violentos.

- En el cómic del videojuego Injustice: Gods Among Us (Injusticia: Dioses entre nosotros), Ares el dios de la guerra, tiene en su poder una caja madre. Esta caja había sido robada por Harley Quinn y Billy Batson, mientras que están atrapados en el Tartarus. Se muestra que son teletransportados a un lugar desconocido (más tarde se revela que son teletransportados a Apokolips, donde son enfrentados y capturados por el mísmisimo Darkseid).

- En el videojuego Injustice 2, se muestra que Cyborg tiene integrada una tecnología derivada de la Caja madre (al igual que en la continuidad de Los Nuevos 52/DC: Renacimiento actualmente) en sus sistemas, permitiéndole acceder a los tubos de luz que puede convocar con drones explosivos que usa para el combate. Desde su lanzamiento, Darkseid muestra la tecnología de la Caja Madre, abriendo tubos de luz para él y su ejército de Parademonios. Además, las Cajas Madres actúan como cajas de botín para el "sistema de engranajes" del juego.

## Otro tipo de Cajas

### Caja Abuela
- En una de las líneas del tiempo futuro posibles que muestra el Hipertiempo en el cómic JLA Rock of Ages (escrito por Grant Morrison), Darkseid relata como Granny Godness y sus furias atacaron la inteligencia central de la computadora de Nuevo Génesis y cómo su mente se convirtió en parte de las Cajas Madres, que eran luego transformadas en una nueva computadora inteligente llamada Caja Abuela o más comúnmente como Granny Box.

### Caja Padre
- La Caja Padre, una versión construida de la Caja Madre tradicional, fue construida en Apokolips, apareció en la historieta de Orion de Simonson en el año 2000. El antiguo asesor de Darkseid, Mortalla, le presentó a Orion una Caja para su padre Apokoliptiano.

- En la maxiserie limitada Siete Soldados, escrita por Grant Morrison, en la historia de Mister Miracle, una Caja Padre es mencionada como uno de los "siete tesoros" de los Nuevos Dioses, que dejaron al primer superhéroe de la Tierra. Esta se presentó en la forma de dos dados. Fue llamada "La Fundación Stone de Manhattan" en las páginas del Tie-In Guardian de Manhattan y "Crotoana", en el cómic de Klarion, otro tie-in. Finalmente, fue robada por Klarion, el chico brujo quien lo envió al futuro.

- En las páginas del cómic Justice League of America Vol.2 #1[6] escrito por Brad Meltzer, un villano llamado Doctor Impossible usó una Caja Padre para abrir un Tubo del Silencio.

- En el cómic de Supergirl Vol.5 #15[7] Power Boy accede a una de estas cajas y a ella se refiere como Caja Padre.

- En el episodio de la serie animada Justicia Joven, en el episodio Desordenados, Desaad usa una Caja Padre para controlar a Infinity-Man hasta que la Nueva Genesfera se una con el Infinity-Man y pudiese recuperar el control de él. En el episodio The Hunt, Lex Luthor les otorga alos fugitivos una Caja Padre para poder rescatar al equipo y otro a Deathstroke para que pueda recuperar la llave de la War World of the Light, pero cuando los Runaways descubren que Luthor los había estado utilizando, destruyen la Caja Padre.

### Caja Huérfana
- Padre Tiempo crea una Caja Huérfana, a partir de los restos de Gonzo, el mecánico bastardo un personaje que apareció en las páginas de la historieta de Tío Sam y los Combatientes de la Libertad.[8]

## Apariciones en otros medios

### Televisión
- La Caja Madre tuvo su aparición en la serie animada de la Liga de la Justicia Ilimitada, en los episodios "Twilight of the Gods" y "Question of Authority".[9][10][11]

- En la serie animada Justicia Joven, en el episodio Desordenados así como hizo aparición la Caja Padre, también hace aparición de la Caja Madre, junto con los Forever People como sus usuarios, así como en el episodio The Hunt, donde Lex Luthor le da una Caja Padre a su banda de jóvenes metahumanos para ayudarlos a localizar y salvar a los superhéroes que habían sido secuestrados por los Reach y otro a Deathstroke para recuperar la llave del War World para La luz. La caja del padre de los fugitivos es más tarde destruida por Asami Koizumi, después de descubrir que los adolescentes habían sido manipulados y engañados por Luthor. En Young Justice: Outsiders, Superboy descubrió una Caja Madre desmantelada en una guarida de traficantes de metahumanos, escondida debajo de un hospital infantil en Markovia; esto enfureció a Superboy, ya que las Cajas Madre son "computadoras vivientes", y debe haber estado en agonía. En el episodio "Another Freak", Victor Stone se convierte en un cyborg, cuando su padre, Silas Stone, usa una caja padre apokoliptian para salvar su vida; Debido a su enojo hacia su padre, la Caja Padre hace que Victor se enfurezca hasta que Violet / Halo fue inadvertidamente intuboomizada. Los dos luchan, y Violet purga a Victor del control de la Caja Padre. Después de esto, y con todo lo que le ha pasado, Víctor decide que es mejor para todos si simplemente se va, y Halo acepta llevárselo con ella. Cuando Victor es presentado por primera vez a Nightwing y al resto de su grupo, Sphere lo ataca cuando se menciona que fue convertido en un cyborg por una Caja Padre. El ataque reafirma el control de programación de Caja Padre sobre Víctor, hasta que Violet lo purga de nuevo del control de Caja Padre, mientras revela que sus purgas son solo temporales, incapaces de eliminar el riesgo de que algo haga que la programación de Father Box se reafirme. El equipo también descubre que Violet es el espíritu de la Caja Madre desmantelada de la guarida de los traficantes metahumanos de Markov en el cuerpo de una joven que había sido secuestrada por los traficantes. Como las Cajas Madre son supercomputadoras vivientes, el espíritu de esa poseyó el cuerpo humano de Violet después de que tanto el humano como la computadora fueran asesinados, ambos perdiendo algunos de sus recuerdos en el proceso, mientras combinaban el resto entre sí para crear una nueva personalidad con un cuerpo que tiene algunos de los poderes de una Caja Madre. Más tarde, Father Box toma el control de Victor una vez más y ataca a Violet, durante un momento en que sus poderes se habían debilitado por sus nuevas emociones humanas, pero una vez que se da cuenta de que puede usarlas para hacerla más fuerte, pudo purgar a Victor del control de la Caja Padre esta vez para siempre.

- En la serie animada de Batman del futuro una Caja Madre en el episodio "La llamada".

- La serie animada de DC Comics, DC Super Hero Girls, una Caja Madre es utilizada por Granny Godness durante el especial de Televisión "Super Hero High".

- La Caja Madre aparece en Justice League Action, principalmente bajo la propiedad de Nuevos Dioses. Durante el episodio "Best Day Ever", Joker obtiene uno de Desaad y lo usa para sacar a Lex Luthor de la prisión.

- Una Caja Madre aparece en el episodio de Harley Quinn, "Inner (Para) Demons". Se demostró que uno estaba en posesión de Sr. Milagro antes de que Harley Quinn lo hiriera gravemente, quien robó la Caja Madre y la usó para viajar a Apokolips.

### Película

#### Universo extendido de DC Comics
- Originalmente, en una escena de Batman v Superman: Dawn of Justice, aparece brevemente en un video que Bruce Wayne / Batman obtuvo de Lex Luthor. La caja es el componente final que transforma a Victor Stone en Cyborg, salvando así su vida en el proceso. También en la versión Ultimate Edition hay una escena que involucra a Lex en la nave kryptoniana donde hay una comunicación de holograma con una entidad desconocida, que se puede ver sosteniendo tres cajas madre antes de desaparecer.[9][10]

- En la película Liga de la Justicia, el villano Steppenwolf está en busca de tres Cajas Madre escondidas en la Tierra. Los dos primeros están ubicados en Atlantis y Themyscira respectivamente, y el tercero es el que se vio en Batman v Superman que se usó para activar Cyborg.[11] Las tres cajas se usaron durante la invasión original de la Tierra por Steppenwolf, con su objetivo de unirlas y desencadenar una transformación masiva de todo el planeta, pero este plan se frustró cuando los Dioses Olímpicos, Atlantes, Amazonas, Green Lantern Corps, y los humanos lo expulsaron con éxito, y la oportuna intervención de un rayo de Zeus, separaron las cajas. Después de la guerra, las cajas quedaron en la Tierra, y las amazonas, atlantes y humanos tomaron la custodia de uno de ellos. Después de que Steppenwolf reclama las cajas atlantes y amazónicas, Cyborg revela que la caja que se utilizó para activarlo se encontró durante la Primera Guerra Mundial, pero permaneció inactiva hasta poco después de la muerte de Superman. Analizando la caja, Batman concluye que pueden usar sus habilidades de generación de energía para devolver a Superman a la vida, llevar el cuerpo de Superman a la nave kryptoniana para usar la piscina de parto que Lex Luthor usó para crear a Doomsday en la película anterior, Cyborg controla el equipo directamente mientras Flash genera un rayo para cargar la caja para alimentar el proceso. Mientras que los otros héroes están distraídos por la resurrección de Superman, Steppenwolf reclama la tercera caja, pero son capaces de reunirse y rastrearlo hasta un remoto campo de pruebas nucleares en Rusia después de que Steppenwolf reúna las cajas, comenzando la transformación que destruye el área circundante. A pesar de los esfuerzos de sus enemigos, la Liga puede detenerlo lo suficiente como para que Cyborg pueda interrumpir el flujo de energía entre las cajas, lo que permite a Superman al separarlos, la pérdida de poder que inspira tal terror en Steppenwolf que es atacado por sus propios parademons, antes de que todos sean arrancados del planeta por un tubo de auge, y la transformación del área circundante se revierta en efecto, causando un rápido crecimiento de varios tipos de flores. Las dos primeras cajas se devuelven cada una a sus respectivas custodias, mientras Silas Stone investiga la tercera caja con su hijo para explorar el alcance de sus poderes.
- La Liga de la Justicia de Zack Snyder representa las Cajas Madre generalmente igual que en la versión teatral. Después de una invasión fallida de la Tierra por parte de Darkseid (en lugar de Steppenwolf) hace miles de años, las Cajas Madre se separan y ocultan como en el estreno en cines. La Caja Madre Amazónica "despierta" tras la muerte de Superman al final de Batman v Superman y alerta a Steppenwolf de su ubicación. Se escapa con él después de una breve batalla con los amazónicos y procede a buscar a los otros dos capturando e interrogando a los atlantes y a los científicos de S.T.A.R. Labs. Steppenwolf se apodera de la Caja Madre Atlante después de una pelea con Aquaman y Mera. Los protagonistas resucitan a Superman con la tercera Caja Madre, y Steppenwolf puede reclamarla después de que un Superman amnésico ataca a los otros superhéroes. Los superhéroes consiguen localizar la fortaleza de Steppenwolf en Rusia gracias al autosacrificio de Silas Stone que les permite detectar la ubicación de la tercera Caja Madre. Lanzan un ataque a la fortaleza como equipo con el objetivo de que Cyborg interactúe con las Cajas, que se representan como supercomputadoras extremadamente avanzadas con poderosas habilidades transformadoras, para evitar que la Unidad suceda. Mientras el equipo penetra con éxito en la fortaleza y Cyborg puede comenzar a interactuar con las Cajas, Flash resulta herido mientras intenta acumular energía eléctrica para ayudar a los esfuerzos de Cyborg, lo que hace que Cyborg falle y se produzca la Unidad, destruyendo instantáneamente el planeta. Flash, sin embargo, puede ingresar a la fuerza de la velocidad y usarla para curar su herida y viajar en el tiempo justo antes de la Unidad, donde le da a Cyborg el impulso eléctrico necesario. Esto le permite a Cyborg desactivar las Cajas, previniendo la Unidad y derrotando a Steppenwolf, quien posteriormente es asesinado gracias a los esfuerzos combinados de Aquaman, Superman y Wonder Woman. Después, el esbirro de Darkseid, DeSaad le informa que las Cajas Madre ahora están destruidas, lo que obliga a Darkseid a conquistar la Tierra usando "las viejas formas", a través de la conquista militar.
- En el lanzamiento en casa de Blu-Ray de Wonder Woman, el epílogo de la misión de Etta se incluye como un detalle adicional de los eventos que sucedieron después de los eventos de la historia de la película. En el epílogo, Etta Candy se reúne con los amigos y colaboradores de Diana Prince y Steve Trevor para una última misión secreta, que consiste en recuperar un antiguo y extraño artefacto no identificado que se rumorea contiene un enorme poder. Al final, el artefacto resulta ser la Caja Madre que fue escondida hace milenios por la humanidad, y exactamente la misma cuyos orígenes son explicados por Cyborg y que terminaron en su poder durante los eventos de la Liga de la Justicia.

#### Animación
- En la película animada Superman/Batman: Apocalypse, la Caja Madre aparece en dos situaciones diferentes. Primero, Superman, Wonder Woman y Batman buscan la ayuda de Big Barda para llegar a Apokolips para rescatar a la secuestrada Kara Zor-El, Superman solicita expresamente a Barda que le preste su Caja Madre para tales fines. Y en segundo lugar, durante la batalla culminante de Superman y Darkseid, Kara aprovecha la distracción de Darkseid para reprogramar sus coordenadas de la Caja Madre, para generar un Boom Tube que lo envía no a su planeta natal Apokolips, sino al espacio profundo.
- En Liga de la Justicia: Guerra, la tecnología Caja Madre se estaba implementando infiltrándose parademonios que estaban preparando la invasión del planeta. Varias de las cajas se colocaron en sitios selectos como Metropolis, Central City, Coast City y Gotham. Uno fue recuperado por Batman mientras Flash llevó otro a S.T.A.R. Labs para que lo estudiara Silas Stone. Los otros se activaron, lo que llevó a la creación de Boom Tubes, que trajeron las fuerzas de invasión de Parademons de Apokolips. Durante su activación, una Caja estaba en manos de Victor Stone, lo que lo hirió gravemente y obligó a su padre Silas Stone a usar la cibernética para transformarlo en un Cyborg. Su cibernética recién descubierta le dio un vínculo íntimo con la maquinaria que le permitió comunicarse con una Caja Madre para aprender sobre Darkseid e incluso crear Boom Tubes para enviar las fuerzas de invasión apokoliptian de regreso a su mundo. Mientras que los Parademons fueron devueltos, el propio Darkseid logró resistir el Boom Tube con la Caja Madre sin poder para obligarlo a retroceder. Esto fue hasta que Shazam envió su rayo mágico para potenciar el dispositivo, derrotando así a Darkseid con Cyborg afirmando que la tecnología de la Caja Madre se había frito, lo que evitaría una mayor invasión de Apokolips.
- En Reign of the Supermen, Luthor usa la Caja Madre para liberar a la Liga de la Justicia, que fueron encarcelados en otra dimensión, y ayudar a Steel y Superboy a derrotar a los drones.

### Videojuegos
- En Injustice 2, las Cajas Madre sirven como sistema de recompensas de cajas de botín del juego. El jugador puede ser recompensado con 5 niveles diferentes de Cajas Madre: Bronce, Plata, Oro, Platino y Diamante. Estas Cajas Madre contienen recompensas como piezas de equipo de tres posibles rarezas (común, rara y épica), sombreadores de personajes y habilidades de personajes. Cada caja puede contener tan solo dos recompensas y hasta seis, y la probabilidad de obtener equipo de mayor rareza aumenta con cada nivel de caja. Las cajas madre de bronce son las más fáciles de obtener, mientras que las cajas de diamantes son las más difíciles. Las Cajas Madre se pueden obtener de varios medios, como completar la campaña del juego, completar desafíos en la lucha, jugar a través de las escaleras del Multiverso y completar objetivos específicos del Multiverso.
  - También en Injustice 2, el poder del personaje en el juego de Cyborg le permite utilizar las Cajas Madres, lo que le otorga la capacidad de crear drones aéreos o terrestres que pueden apuntar al oponente desde múltiples direcciones.
- En Lego DC Super-Villains, una caja madre es robada de Wayne Tech y es propiedad de Harley Quinn, quien la llama "Boxy". También se revela que la Caja Madre contiene la última pieza de la Ecuación Anti-Vida, que luego es absorbida por el Novato.